# یوکه-تپه
یوکه-تپه (اوکراینی: Юки-Тепе) یک کوه در شبه‌جزیره کریمه است.